# Hoplapoderus gemmatus
Hoplapoderus gemmatus is een keversoort uit de familie bladrolkevers (Attelabidae). De wetenschappelijke naam van de soort werd in 1784 gepubliceerd door Thunberg.